# 윌리엄 앨런드
윌리엄 앨런드(William Alland, 1916년 3월 4일 ~ 1997년 11월 11일)는 미국의 영화 제작자이자 작가이며, 주로 서부와 공상 과학, 죽음의 사마귀, 검은 늪지대의 생명체 같은 괴물 영화를 많이 촬영하였다. 시민 케인에 나온 기자 톰슨으로 유명하다.